# Vivoratá
Vivoratá es una localidad del partido de Mar Chiquita (cuya cabecera es Coronel Vidal), al centro sur de la provincia de Buenos Aires, Argentina. Se encuentra sobre el km 367 de la Autovía 2, a 40 km de la ciudad de Mar del Plata.
Fue fundada el 24 de septiembre de 1886, coincidiendo con el primer viaje que efectuó el tren con destino a Mar del Plata.

## Toponimia
Su nombre lo toma del arroyo que nace en la sierra del Wudcaun del Sistema de Tandilia y desemboca en la laguna de Mar Chiquita. Vivoratá es un vocablo indígena que significa lleno de osamentas.

## Economía
La economía de este pueblo se encontraba firmemente ligada al frigorífico "Vivoratá", hasta que en el mes de abril del año 2013 cerró sus puertas dejando a más de 300 familias sin trabajo, aunque con algunas se llegaron a acuerdos económicos insignificantes. Es así entonces que cuenta con cuatro fuertes puntos de concentración laboral: Panificadora "Marca Líquida", Fábrica elaboradora de Harina, Aceite y Soluble de Pescado "Mundo Branco", procesadora de pescado (todos ellos en estado congelado) "Isla de los Estados S.A." y la termoeléctrica "Teyma Abengoa". 
Existe un proyecto de Interconexión Atlántica que requerirá de una nueva Estación Transformadora Vivoratá 500/132 kV (900 MVA), además de las salidas de 132 kV hacia Balcarce, Necochea y Mar del Plata, y una doble terna de 132 kV a Villa Gesell.

## Infraestructura
Cuenta con un edificio en donde funcionan la escuela de educación primaria N.º 10 Bernardino Rivadavia, la escuela de educación secundaria N.º 4 y la escuela para adultos C.E.N.S. N.º 451, además de otra infraestructura para el jardín de infantes N.º 903. A estas se suman un destacamento policial, Centro de Jubilados y Pensionados, polideportivo, parroquias y templos, cementerio municipal, sala de primeros auxilios, delegación municipal, energía eléctrica, restaurante, estación de ferrocarril. También cuenta con un cuerpo de bomberos voluntarios, conformado por 9 integrantes, todos nativos del lugar.

## Población
Cuenta con 956 habitantes (Indec, 2010), lo que representa un incremento del 20% frente a los 792 habitantes (Indec, 2001) del censo anterior.
| Gráfica de evolución demográfica de Vivoratá entre 1991 y 2010 |
|                                                                |
| Fuente: censos nacionales del INDEC                            |

## Parroquias de la Iglesia católica en Vivoratá
| Diócesis  | Mar del Plata           |
| --------- | ----------------------- |
| Parroquia | Nuestra Señora de Luján |